# 塵手水

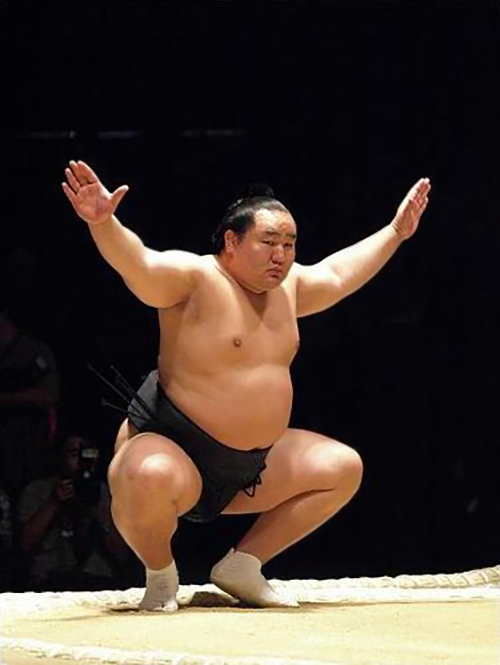
塵手水

塵手水（ちりちょうず）は、大相撲の力士の取組前の礼法にみられる基本動作の一つ。蹲踞の姿勢で揉み手をしてから拍手を打ち、両手を広げた後、掌をかえすもの。「塵浄水」と表記するものもある。「塵（ちり）を切る」とも言う。

## 所作
相撲の取組において力士は土俵で向かい合い、蹲踞の姿勢で両手を擦り合わせてから、ちりを切る。
具体的には以下の手順をとる。
1. 蹲踞姿勢から状態を前傾させて両腕を開いて膝の内側から下ろす[2][4]。
2. 胸の前で右手上、左手上の順に両手を擦り合わせる[2]。
3. 小さく円を描くように両手を回し、手（拍手）を打つ[2][4]。
4. 手の平を上を向けて両手を左右に大きく開く[2]。
5. 手の平を返して下に向ける[2]。

元々は相撲が野外で行われていた名残とされ、地面のちり草をちぎって（あるいは下草に付いた露で）手を清めたことに由来し、取組前に、互いに手に何も隠し持っていないこと（＝寸鉄帯びず）を確認しあったことが、その起源とされている。相撲に特有な礼法であるが、柔術で行われていた「指建礼」とよく類似しているとされる。
なお、塵手水の所作が横綱土俵入りにも混同して導入され、腕を伸ばす際に掌を返すしぐさを行う横綱が多いという指摘がある。